# Donné Vy
Razafinjatovo Dieu Donné
Razafinjatovo Dieu Donné, également connu sous le nom de Donné Vy, est un entrepreneur, designer, artisan et artiste malgache, célèbre pour avoir été pionnier de l'art de la ferblanterie à Madagascar,. Il est né le 15 mai 1960 et a grandi à Alasora, Ankazobe, ainsi que dans la région d'Antananarivo Avaradrano.

## Biographie
Donné Vy a initié la ferblanterie à Madagascar, révolutionnant ce métier en introduisant des créations bien au-delà des simples seaux et réchauds en fer traditionnels,.
Après avoir commencé sa carrière en tant que professeur vacataire et ancien enseignant d'éducation physique, Donné Vy a décidé de suivre la voie familiale en se lançant dans l'activité de ferblanterie, avec le soutien de sa femme, Violette Ralalaseheno,. C’est un héritage de son père.
En 1994, il a fondé son atelier à Ankazobe Ambohimanambola, où il dirige l'entreprise individuelle FINFITFAN en collaboration avec Violette dans un village artisanal autosuffisant sur un terrain d'un hectare.
En 1996, il a bénéficie d’une bourse de formation en design et création pour étudier à Paris.
Donné Vy était marié à Violette Ralalaseheno, qui était également la mère de ses enfants. Leur fille, Finoana Ratovo, est devenue une sculptrice renommée dans le domaine de la ferronnerie d'art, tandis que leur fils, Fitiavana Rakoto,, est également ferronnier d'art. Actuellement, il partage sa vie avec l’artiste Annie Ratovonirina, qui collabore avec lui dans leur projet "Donné Vonj”,.

## Activités

### Atelier Ankazobe Ambohimanambola: Ferblanterie et ferronnerie
L'œuvre de Donné Vy se base sur l'utilisation créative du recyclage du fer, qu'il transforme en des objets d'art fascinants et décoratifs. Dans son atelier, Donné Vy utilise des tonneaux d'huile et de gasoil ainsi que des tôles recyclées pour fabriquer une variété d'objets inspirés de la culture malgache, de la faune et de la flore. Des lampes, des meubles, des sculptures d'animaux et bien d'autres objets décoratifs sont exposés et vendus dans sa boutique,. Les matériaux utilisés incluent le fer-blanc, le laiton, le zinc et même des bouts de tissus, ce qui permet à l'atelier de créer des pièces uniques et créatives. Actuellement, 60% de sa production est destinée à l'exportation,.

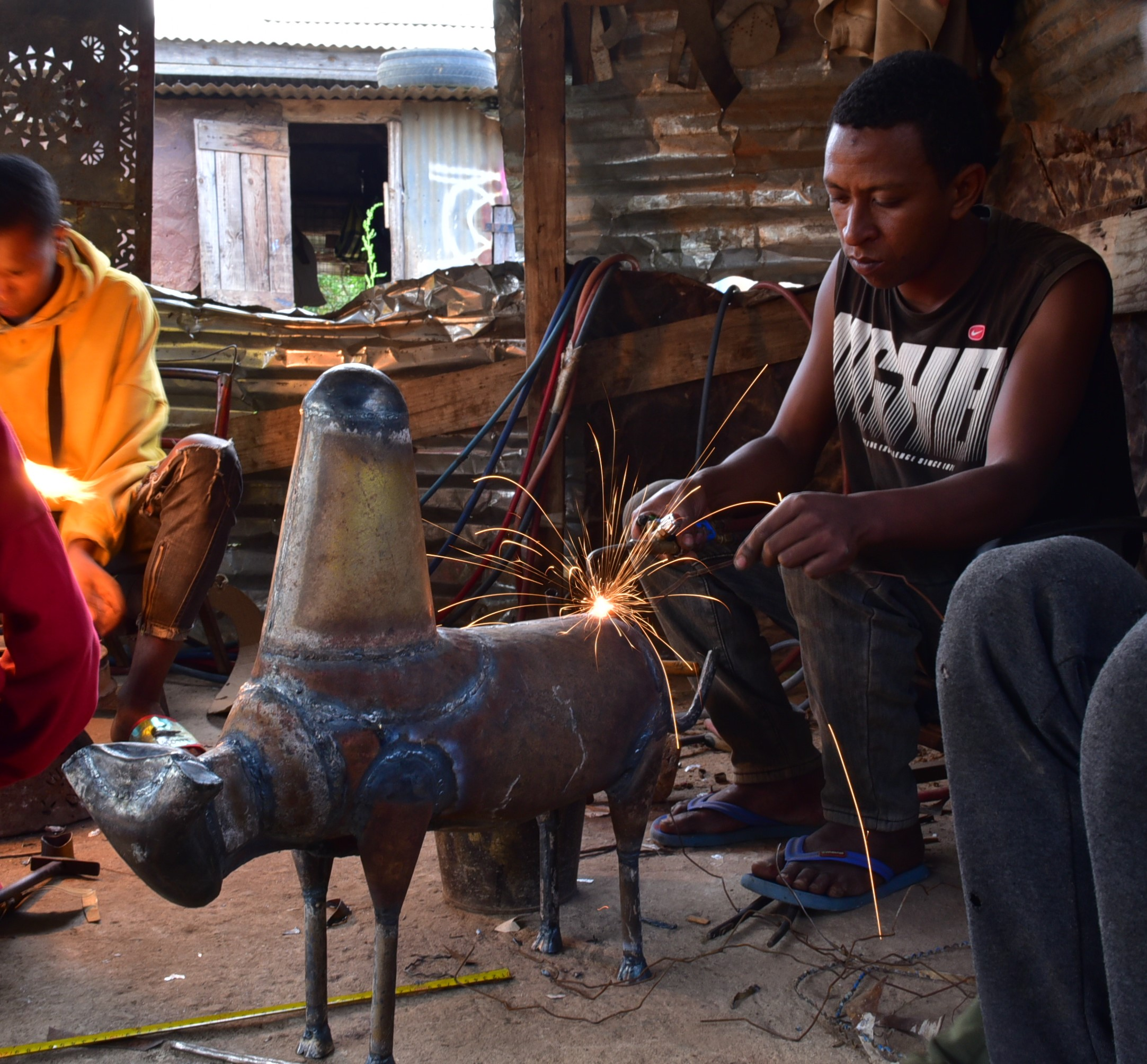

### Entrepreneuriat social
Donné Vy s'engage également dans l'entrepreneuriat social. A travers son entreprise, il a mis en place une coopérative avec des personnes marginalisées et défavorisées, telles que des aveugles, des malentendants, des trisomiques et des personnes handicapées physiquement,. Le but est de fournir un environnement de travail sain et harmonieux pour ses employés.
Son village artisanal est autosuffisant, avec des activités telles que la culture maraîchère, la lombriculture, le tri des déchets et la production d'engrais,. Chaque mois, le village produit 4 tonnes d’engrais biologiques. Il emploie près de 467 personnes et a créé des écoles pour les enfants des ouvriers en 2005,.

## Expositions et œuvres
Donné Vy a participé à de nombreuses foires, expositions et ses œuvres ont été largement reconnues même dans le monde international:
- En 1996, il a remporté de prix de la meilleure créativité dans le projet Adeva (Action pour le développement de l'artisanat), Paris[6].
- En 2022, il a créé la sculpture "Ravinala", qui symbolise à la fois les valeurs de Madagascar et celles de l'Union européenne[16]. L'œuvre mesure environ 2,90 m de hauteur dont les feuilles de l'arbre représente les drapeaux de 27 états membres de l'Union européenne[17].
- En 2023, il a inauguré la galerie d'art "Donné Vonj", un lieu unique où l'art contemporain rencontre la ferronnerie[10].
- En 2024, il a présenté un projet lors de la Tana Design Week (TDW) intitulé "Ady Gasy et Rikimbili", ou la nécessité est la source de la créativité en collaboration avec Ernesto Oroza[18].